# کریستیان کونکه
 کریستیان کونکه (انگلیسی: Christian Kuhnke؛ زادهٔ ۱۳ آوریل ۱۹۳۹) یک تنیس‌باز اهل آلمان است.